# Konin Gospel Choir
Konin Gospel Choir – chór z Konina, który od 2003 r. wykonuje i propaguje chrześcijańską muzykę gospel.
Zaśpiewał ponad 200 koncertów, odwiedzając wiele miast w całej Polsce, a także w Niemczech. Występował u boku wielu znanych artystów, m.in.: Grażyny Łobaszewskiej, Natalii Kukulskiej, Kayah, Mietka Szcześniaka, Kuby Badacha, Piotra Cugowskiego, Beaty Bednarz, Natalii Niemen, Olgi Szomańskiej, a także uznanych wykonawców nurtu gospel z Wielkiej Brytanii i Stanów Zjednoczonych, takich jak: Norris Garner, Sean Simmonds, Ruth Waldron, Peter Francis i in. Chór występował również wspólnie z chórami z Wielkiej Brytanii: The People's Christian Fellowship Choir oraz The Jabez Family.
W 2022 r. chór wystąpił podczas 5. Earth Festival w Uniejowie, w dwóch koncertach live, emitowanych przez Polsat:
- ,,Artyści przeciwko wojnie”[3],
- ,,Gwiazdy dla czystej Polski"[4].

W 2023 r. chór ponownie wystąpił podczas 6. Earth Festival Uniejów 2023, w emitowanym na żywo przez Polsat koncercie telewizyjnym "Gwiazdy dla czystej Polski – Jak nie my, to kto".
Opiekę nad chórem sprawuje Wielkopolskie Stowarzyszenie Gospel, organizujące każdego roku dwa wydarzenia, które wpisały się na stałe w kalendarz imprez kulturalnych miasta i regionu: wiosenny Międzynarodowy Festiwal Gospel nad Wartą oraz jesienny Koncert Urodzinowy.
Podczas koncertów od kilkunastu lat chórowi towarzyszy grupa muzyków Holy Noiz.
Dyrygentem chóru jest Beata Stanisławska-Zielak.
Dyrygentem chóru jest Beata Stanisławska-Zielak.

## Dyskografia
Konin Gospel Choir ma w swoim dorobku 2 wydawnictwa płytowe:
- Kolędy Konin Gospel Choir (2006 r.),
- Oratorium „God Created”, autorstwa amerykańskiego kompozytora Norrisa Garnera, wydane w 2017 r. w USA, współtworzone z chórami z Kopenhagi, Warszawy i Suwałk;